# Bergbieten
Bergbieten (en alsacià Baribiete) és un municipi francès, situat a la regió del Gran Est, al departament del Baix Rin. L'any 2008 tenia 640 habitants.
Forma part del cantó de Molsheim, del districte de Molsheim i de la Comunitat de comunes de la Mossig i del Vignoble.

## Demografia
| 1962 | 1968 | 1975 | 1982 | 1990 | 1999 |
| ---- | ---- | ---- | ---- | ---- | ---- |
| 365  | 394  | 366  | 398  | 459  | 517  |

## Administració
| Període   | Identitat           | Partit |
| --------- | ------------------- | ------ |
| 1977-2001 | Jean-Claude Schmitt |        |
| 2008-     | Gérard Jost         |        |